# Krateros

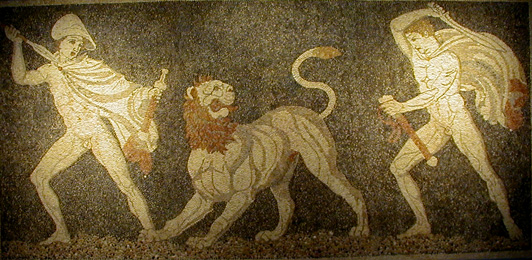
Löwenjagd zweier Männer, vermutlich Alexander und Krateros (Mosaikdarstellung aus Pella)

Krateros (altgriechisch Κρατερός Kraterós, * um 370 v. Chr.; † 320 v. Chr.), Sohn des Alexandros und der Aristopatra, war ein bedeutender makedonischer Feldherr Alexanders des Großen. Er nahm an dessen Asienfeldzug gegen den persischen König Dareios III. teil und kämpfte dabei u. a. 333 v. Chr. in der Schlacht bei Issos und zwei Jahre später in jener bei Gaugamela mit. 330 v. Chr. bestärkte er Alexander zum Prozess gegen Philotas und spielte 329/328 v. Chr. eine wichtige Rolle bei der Niederwerfung der in Sogdien und Baktrien ausgebrochenen Revolte gegen die makedonische Hegemonie. Bei der Schlacht am Hydaspes gegen den indischen König Poros (326 v. Chr.) hatte er die Aufsicht über die Nachhut im makedonischen Lager inne und griff erst in der Endphase in den Kampf ein. Vom Indus führte er 325 v. Chr. ein von Alexanders Hauptheer abgetrenntes Kontingent von Soldaten eigenständig westlich nach Karmanien, wo er wieder mit dem König und dessen Truppen zusammentraf. Im nächsten Jahr machte er sich im Auftrag Alexanders mit 10.000 Veteranen auf den Rückweg nach Makedonien, wo er den Statthalter Antipater ablösen sollte. In Kilikien erfuhr er den Tod des Königs. Durch die Reichsordnung von Babylon wurde er zum "Hüter der königlichen Belange" ernannt und sollte damit eine Art Vormundschaft über die zu neuen Königen erhobenen Philipp III. Arrhidaios und Alexander IV. Aigos übernehmen. Er musste jedoch zunächst 322 v. Chr. Antipater bei der Unterdrückung der griechischen Revolte im Lamischen Krieg helfen. Danach kämpfte er mit Antipater im Ersten Diadochenkrieg gegen den Reichsverweser Perdikkas, weil dieser die Königsherrschaft über das Alexanderreich anstrebte. 320 v. Chr. fiel er in der Schlacht am Hellespont gegen Perdikkas’ Verbündeten Eumenes von Kardia.

## Leben

### Feldherr Alexanders beim Persienfeldzug

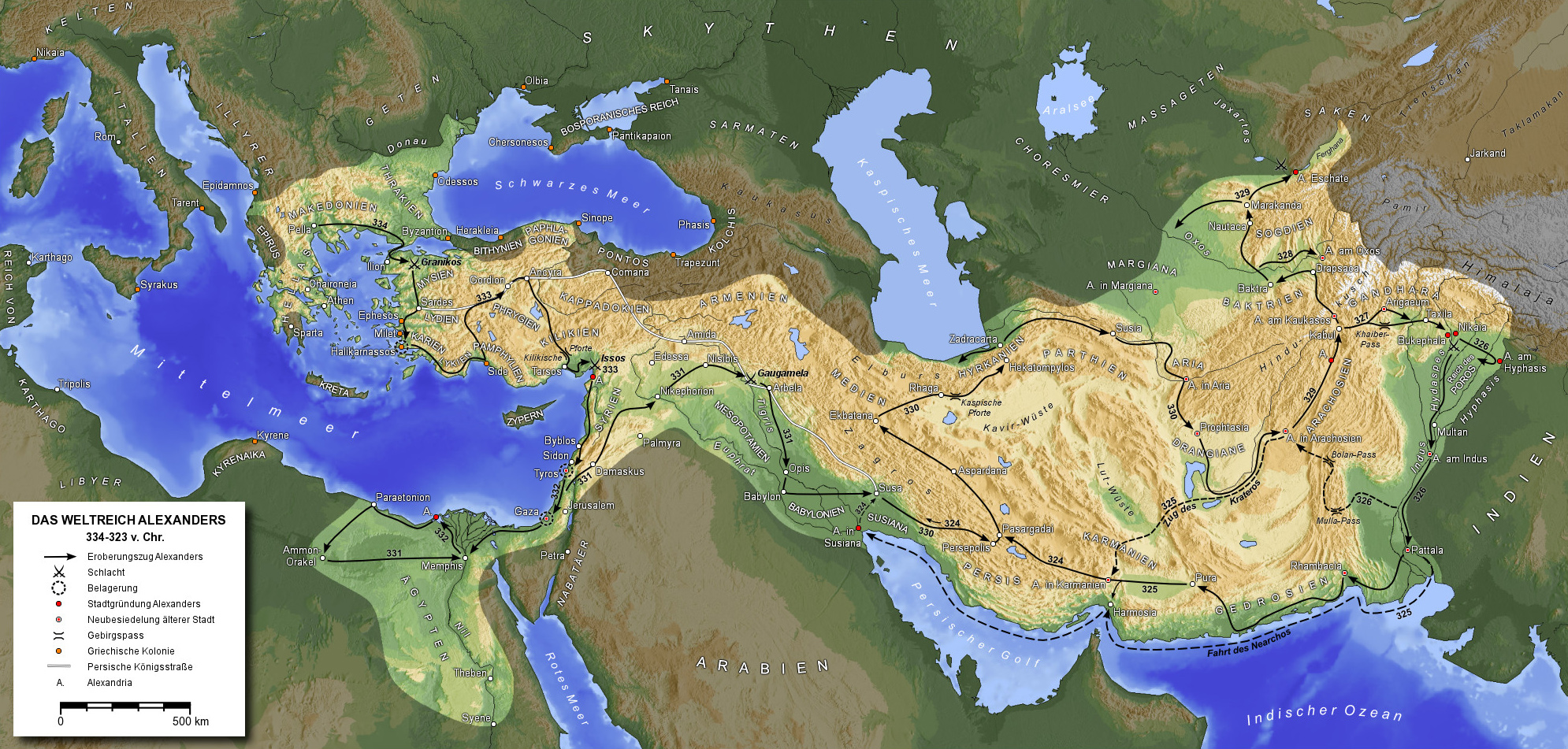
Der Alexanderzug

Krateros stammte aus der antiken Berglandschaft Orestis, die in der heutigen griechischen Region Westmakedonien lag. Über seine Kindheit und Jugend ist nur wenig bekannt. Er begleitete zusammen mit seinem Bruder Amphoteros den makedonischen König Alexander III., den die Römer später Alexander den Großen nannten, von dessen Beginn 334 v. Chr. an auf seinem als Rachefeldzug gegen das Perserreich dargestellten Asienfeldzug.
Zunächst führte Krateros im Mai 334 v. Chr. in der Schlacht am Granikos, die mit einem makedonischen Sieg gegen die Satrapen Kleinasiens endete, eine Abteilung der Pezhetairoi auf dem linken Flügel an. In der für Alexander erfolgreichen Schlacht bei Issos (November 333 v. Chr.) gegen den Perserkönig Dareios III. unterstand Krateros bereits die gesamte Infanterie des linken Flügels der Makedonen, womit er zum nächststehenden Offizier des Feldherren Parmenion aufstieg. Als Alexander bei der langwierigen Belagerung von Tyros zeitweilig abwesend war, leitete Krateros Anfang 332 v. Chr. zusammen mit Parmenion die Belagerungsarbeiten vor der Stadt. Im weiteren Verlauf der Militäroperation war er verantwortlich für den maritimen Kampf, indem er den linken Flügel der Flotte bei deren Angriff auf Tyros kommandierte. In der Schlacht von Gaugamela (Oktober 331 v. Chr.), in der Alexander einen zweiten entscheidenden Sieg gegen den Perserkönig selbst errang, war Krateros erneut Befehlshaber der Infanterie auf dem linken Flügel, unterstand aber weiterhin dem Oberkommando des Parmenion.
Während des Feldzuges in den östlichen persischen Provinzen bewährte sich Krateros mehrfach bei der Leitung selbständiger Kommandounternehmen. Beim Aufstieg in das Hochland der Persis sah sich Alexander im Januar 330 v. Chr. mit heftigem Widerstand des Bergvolks der Uxier konfrontiert. Eine allein von Krateros befehligte Heereseinheit umging die festen Stellungen der Uxier auf Nebenwegen und besetzte einige Höhen eines Engpasses. Als Alexander bei Nacht vorrückte und dann die Uxier attackierte, wurden viele von ihnen beim Zurückweichen auf die Höhen von Krateros’ Männern getötet. Im Verlauf des weiteren Vormarschs durch die Persis scheiterte zunächst der Angriff des Makedonenkönigs auf den vom Satrapen Ariobarzanes besetzten Gebirgspass der Persischen Tore. Während er mit ausgesuchten Truppen die feindliche Stellung auf Gebirgspfaden umging, hielt Krateros mit weiteren Streitkräften das Lager vor dem Pass. Nach Gelingen des Umgehungsmarsches attackierte Alexander die Stellung des Ariobarzanes von der Flanke und gleichzeitig Krateros frontal, woraufhin der Satrap den Pass räumen musste. Alexander führte nach der Besetzung von Persepolis mit geringer Truppenmacht einen einmonatigen Winterfeldzug zur Unterwerfung der zentralen gebirgigen Persis. Gemeinsam mit Parmenion hatte inzwischen Krateros den Oberbefehl über das übrige, eine längere Rast in Persepolis haltende Heer. Als der Makedonenkönig nach dem Passieren der Kaspischen Tore im Sommer 330 v. Chr. mit einem kleinen Gefolge dem inzwischen von Bessos und Nabarzanes gefangen gesetzten Perserkönig Dareios III. nachsetzte, führte Krateros das Hauptheer langsamer ostwärts nach und wartete auf die Rückkehr des zur Nahrungsmittelbeschaffung mit einem Trupp ausgesandten Feldherrn Koinos.
Beim Einmarsch in Hyrkanien führte Krateros eine von drei unabhängig voneinander operierenden Heeresgruppen. Seine Aufgabe war der Kampf gegen den im Elburs-Gebirge siedelnden Stamm der Tapurer, wofür ihm sein eigenes Bataillon sowie die Truppen des Amyntas, eine Einheit Bogenschützen und eine Reiterabteilung zur Verfügung stand. Alexander ging mit einer weiteren Heeresgruppe gegen den Stamm der Marder vor; Erigyios beaufsichtigte die übrigen Streitkräfte sowie den Tross und geleitete sie in die hyrkanische Hauptstadt Zadrakarta (nahe dem heutigen Gorgan). Dorthin kam auch Krateros nach dem siegreichen Abschluss seiner militärischen Operation, ebenso Alexander mit seiner Heeresabteilung. In der Satrapie Areia wurde Krateros im Hochsommer 330 v. Chr. mit den restlichen Truppen am Fuß einer Felsnase zurückgelassen, auf deren Plateau sich 13.000 Einwohner geflüchtet hatten, während Alexander den von ihm abgefallenen Satrapen Satibarzanes verfolgen wollte, dann aber doch selbst die Belagerung des Felsens durchführte. Laut dem antiken Alexander-Biographen Curtius Rufus habe Krateros die Hauptstadt von Areia, Artakoana (wohl das heutige Herat), in Abwesenheit des Makedonenkönigs belagert. Im Widerspruch dazu berichtet Arrian, dass Alexander den Marsch nach Baktra abgebrochen, Krateros mit einigen Heereseinheiten zurückgelassen und selbst mit den restlichen Truppen eilends gegen Artakoana gezogen sei.

### Rolle beim Philotas-Prozess
Von den erhaltenen antiken Darstellungen zu Alexanders Leben bringt nur Curtius Rufus längere Ausführungen über Krateros’ Beteiligung an der Aufdeckung einer geargwöhnten Verschwörung von Parmenions Sohn Philotas gegen Alexander. Er hebt Krateros’ Neid auf Philotas, mit dem er um den Oberbefehl über das makedonische Heer rivalisierte, hervor und referiert in gehässiger Weise Krateros’ Rolle beim Prozess gegen Philotas. Arrian, der den Vorfall aber nur kurz anreißt, und Diodor nennen Krateros in diesem Zusammenhang nicht. Immerhin erwähnt Plutarch, dass Krateros bereits früher kritische Äußerungen des Philotas, die dieser in Anwesenheit seiner Geliebten Antigone über Alexander gemacht habe, zu Ohren gekommen seien. Daraufhin habe Krateros Antigone zum Makedonenkönig gebracht, damit sie ihn darüber informiere. Alexander soll Antigone mit der Überwachung ihres Geliebten beauftragt haben.
Zum Prozess gegen Philotas kam es im Herbst 330 v. Chr., als er einen ihm mitgeteilten Attentatsplan des Makedonen Dimnos auf Alexander nicht rasch genug weitermeldete. Damals befand er sich mit dem makedonischen Heer in Phrada (heute Farah). In der Heeresversammlung, die den Beschluss zu Philotas’ Hinrichtung fällte, hielt Krateros eine scharfe Rede gegen den Angeklagten, sprach sich für dessen Folterung vor der Exekution aus und bestärkte Alexander in seinem Verdacht gegen Philotas.

### Führender Feldherr bei der Unterdrückung des Aufstands in Sogdien und Baktrien
Krateros führte auch in der Satrapie Sogdien wichtige eigenständige Militäroperationen durch, als sich die Einwohner im Herbst 329 v. Chr. gegen die makedonische Hegemonie erhoben. Während Alexander verschiedene revoltierende Orte am Fluss Jaxartes (heute Syrdarja) unterwarf, leitete Krateros die Belagerung der besonders stark befestigten Stadt Kyropolis. Später kam der Makedonenkönig selbst dorthin und erstürmte Kyropolis nach erbitterten Straßenkämpfen, wurde dabei aber ebenso wie Krateros verwundet. Als Alexander von der schweren Niederlage des von ihm ausgesandten Gefolgsmanns Pharnuches am Fluss Polytimetos (heute Serafschan) gegen den gefährlichen baktrischen Rebellenführer Spitamenes erfuhr, brach er bald mit leicht beweglichen Verbänden nach Marakanda (heute Samarqand) auf, von wo Spitamenes aber bereits abgezogen war. Den größeren Teil der Streitkräfte führte Krateros langsamer nach.
Alexander überwinterte in Baktra und zog im Frühjahr 328 v. Chr. mit einer in fünf selbstständige Heeresgruppen unterteilten Armee wieder nach Sogdien, um die dortige Erhebung endgültig niederzuschlagen. Krateros blieb unterdessen in Baktrien und hatte hier das Oberkommando über die von Polyperchon und anderen Feldherren befehligten Truppenkontingente inne. Er sollte die Satrapie sichern und dortige Aufstände unterdrücken. Spitamenes fiel mit einem Reiterheer der Massageten erneut in Baktrien ein. Als er mit reicher Beute aus Baktra abzog, verfolgte Krateros ihn und brachte ihm an der Grenze der Satrapie in einer Schlacht, in der 150 Massageten-Reiter fielen, eine Niederlage bei. Mit dem Hauptteil des Heers konnte Spitamenes aber in die Steppe entkommen. Im Winter 328/327 v. Chr. wurde er nach einer Niederlage gegen Koinos ermordet. Krateros kam damals nach Nautaka in Alexanders Winterquartier. Er hatte die Ermordung des Kleitos durch Alexander in Marakanda nicht selbst miterlebt, lehnte jedoch ebenfalls die zunehmende Hinwendung des Königs zu persischen Sitten, allerdings taktvoller als Kleitos, ab.
Nach dem Aufbruch des Königs aus Nautaka im Frühjahr 327 v. Chr. hatte der in Sogdien bleibende Krateros die Aufgabe, mit vier Taxeis und 600 Reitern gegen die in der Gebirgsregion Paraitakene verschanzten Rebellenführer Katanes und Haustanes, ehemalige Anhänger des Spitamenes, vorzugehen. Er besiegte sie in einer Schlacht, in der Katanes fiel. Während der Pagenverschwörung war er abwesend. Er soll von Alexander brieflich informiert worden seien, dass die Pagen nichts über die Schuld des Hofhistorikers Kallisthenes ausgesagt hätten, obwohl dieser im Verdacht stand, an der Verschwörung teilgenommen zu haben. Vor dem Sommer 327 v. Chr. kehrte Krateros nach Baktrien zum Makedonenkönig zurück.

### Teilnahme am Indienfeldzug
Im Frühsommer 327 v. Chr. brach Alexander mit seinem Heer von Baktrien aus zum Feldzug gegen Indien auf. Dabei erfolgte eine Teilung des Heers. Die makedonischen Feldherren Perdikkas und Hephaistion sollten mit einem Teil der Streitkräfte den Kabul-Fluss abwärts zum Indus marschieren. Krateros zog mit dem Makedonenkönig, der die übrige Armee anführte, nordwärts gegen die in Kafiristan und im Swat-Tal siedelnden kriegerischen Gebirgsstämme der Aspasier und Assakener. Da die schwere Infanterie und die für Beförderung des Belagerungsgeräts zuständigen Truppen das Marschtempo deutlich reduzierten, beschloss Alexander bald, sie unter dem Kommando des Krateros langsamer nachziehen zu lassen. Dabei hatte Krateros auch die Widerstand leistenden Städte zu erobern und geordnete Verhältnisse herzustellen. Im von den Makedonen eingenommenen Hauptort der Aspasier, Arigaion, traf Krateros wieder mit Alexander zusammen. Er blieb hier erneut mit dem Auftrag zurück, die von den Bewohnern niedergebrannte Stadt wieder aufzubauen und zu befestigen sowie in der Nähe wohnende, umzugswillige Einheimische sowie invalide Makedonen hier anzusiedeln. Anschließend folgte er dem Makedonenkönig mit den Schwerbewaffneten und dem Belagerungsgerät ins Land der Assakener. Nach der Erstürmung von Massaga und weiterer Orte musste Alexander zum erfolgreichen Abschluss dieses Feldzugs noch die Bergfeste Aornos erobern und besetzte als Vorbereitung für dieses schwierige Unternehmen das nahegelegene Embolima. Krateros blieb in dem Ort und sammelte Getreidevorräte, damit die Makedonen während der aufreibenden Belagerung der Bergfeste genügend Proviant hatten.
Nach der Einnahme des Aornos zog Krateros mit Alexanders Heer zum Indus und weiter zum Fluss Hydaspes (heute Jhelam). Hier erwartete der indische König Poros mit einer starken Armee den Angriff der Makedonen, woraus sich etwa im Juni 326 v. Chr. Alexanders letzte Feldschlacht entwickelte, die sog. Schlacht am Hydaspes oder „Poros-Schlacht“. Krateros beaufsichtigte das makedonische Lager mit einer Reservearmee, die aus zwei Taxeis, einer Hipparchie sowie Reitern der Parapamisaden und aus Arachosien bestand. Poros hatte seine Truppen am gegenüberliegenden Flussufer positioniert. Alexander überquerte mit dem Hauptheer den Hydaspes etwa 25 km vom Lager entfernt an einer geeigneteren Stelle, zog den Fluss entlang und attackierte aus dieser Richtung die indische Armee. Er hatte Krateros aufgetragen, erst dann in die sich nun entspinnende Schlacht einzugreifen, wenn Poros die Makedonen mit allen Kriegselefanten angreifen würde. Die erhaltenen Quellen sind nicht klar genug, um den genauen Schlachtverlauf rekonstruieren zu können. Es scheint, dass Krateros mit seinen Truppen erst über den Fluss setzte, als die Schlacht bereits im Wesentlichen zugunsten Alexanders entschieden war. Er beteiligte sich mit seinen frischen Truppen an der Verfolgung der fliehenden Feinde.
Offenbar war Krateros bereits bei den Kämpfen in Sogdien und Baktrien als angesehenster General an die Stelle Parmenions getreten und hatte die Führung eines größeren Teil des Heers und die Stellvertretung des Makedonenkönigs innegehabt. Nach der Schlacht am Hydaspes dürfte Hephaistion aber Krateros als oberster Feldherr Alexanders abgelöst haben. Einer von Diodor und Plutarch überlieferten Anekdote zufolge rivalisierte Krateros denn auch mit Hephaistion um die Gunst Alexanders. Während Krateros dabei seine unbedingte Ergebenheit Alexander als König entgegenbrachte (philobasileus), sei Hephaistion einzig der Person Alexanders ergeben gewesen (philalexandros). In Indien kam Krateros jedenfalls in offenen Konflikt mit Hephaistion; Alexander musste persönlich schlichtend intervenieren.
Während Alexander weiter östlich zur Unterwerfung der dortigen indischen Stämme zog, blieb Krateros am Hydaspes zurück, um die hier von Alexander gegründeten Städte Bukephala und Nikaia aufzubauen und die Flotte zu vergrößern, da in diesem Gebiet viel Schiffsbauholz existierte. In der Nähe des Flusses Hydraotes (heute Ravi) befehligte er gemeinsam mit Koinos einen Trupp, dem die Lebensmittelbeschaffung für das Heer oblag. Er war auch einer der Trierarchen von Alexanders Flotte. Beim Aufruhr des Heers am Hyphasis (heute Beas), der Alexander zur Umkehr zwang, war Krateros nicht anwesend. 
Den Rückzug aus Indien trat Alexander etwa im November 326 v. Chr. in südlicher Richtung an, um zum Indischen Ozean zu gelangen. Seine große Flotte segelte dabei zunächst den Hydaspes abwärts, während Krateros mit einem Teil des Hauptheers auf der rechten Flussseite und sein Rivale Hephaistion mit dem größeren Heeresteil einschließlich den Kriegselefanten auf der anderen Seite parallel zur Flotte marschierten. Nach der Erreichung der Einmündung des Hydaspes in den Akesines (heute Chanab) führte der Makedonenkönig den gefährlichen Mallerfeldzug durch, auf dem er wegen seines ungestümen persönlichen Einsatzes eine lebensgefährliche Verwundung erlitt. Krateros bat Alexander im Namen aller Hetairen, nicht mehr selbst solche riskanten Manöver zu wagen. Als nach der Fahrt auf dem Akesines Anfang 325 v. Chr. der Indus erreicht wurde, übernahm Krateros die Führung des größeren Heeresteils und der Elefanten entlang des linken Ufers des Indus. Am Unterlauf dieses Stroms lag das Reich des indischen Fürsten Musikanos. Im Auftrag von Alexander befestigte Krateros die Zitadelle von Musikanos’ Hauptstadt und stationierte dort eine makedonische Garnison, was den schnell niedergeschlagenen Aufstand des Fürsten hervorrief.

### Heirat mit Amastris; Heimkehr mit den Veteranen
Noch bevor Alexander den Indischen Ozean erreichte, nahm Krateros gegen Ende des Frühlings 325 v. Chr. auf Befehl des Königs den Marsch nach Westen auf. Begleitet wurde er von den Feldherren Attalos, Meleagros, Antigenes und wohl auch Polyperchon mit ihren jeweiligen Kontingenten; sie waren ihm untergeordnet. Ferner befanden sich in Krateros’ Heer ein Teil der Bogenschützen sowie ein Reiterkontingent, und er führte auch die kampfunfähig gewordenen Makedonen und die Elefanten mit sich. Gemäß Alexanders Instruktionen zog er vom Indus über den Mulla-Pass und den Bolan-Pass nach Alexandria in Arachosien (heute Kandahar) und von dort weiter nach Drangiana. Ende 325 v. Chr. traf er vereinbarungsgemäß in Karmanien wieder mit dem Hauptheer zusammen, das von Alexander unter großen Strapazen durch die gedrosische Wüste geführt worden war. Unterwegs hatte Krateros die Empörung des Persers Ordanes (oder Ozines genannt) niedergeworfen und diesen ebenso wie den Rebellenführer Zariaspes gefangen genommen und nach Karmanien mitgebracht. Dort wurden diese Aufständischen auf Befehl des Makedonenkönigs hingerichtet. Nach der Ankunft in Susa im Frühjahr 324 v. Chr. wurde Krateros auf der Massenhochzeit mit der persischen Prinzessin Amastris, einer Nichte des verstorbenen Königs Dareios III., verheiratet.
Nach der Revolte des Heeres in Opis im Sommer 324 v. Chr. wurde Krateros von Alexander damit beauftragt, etwa 10.000 Veteranen nach Makedonien zurückzuführen. Der Feldherr Polyperchon begleitete ihn als Stellvertreter. Wegen des immer gespannteren Verhältnisses zwischen dem langjährigen Statthalter von Makedonien, Antipater, und Alexanders Mutter Olympias erhielt Krateros gleichzeitig vom König den Befehl, Antipater als Statthalter Makedoniens abzulösen und zugleich die Aufsicht über die griechischen Angelegenheiten zu übernehmen. Dafür sollte Antipater junge Männer als Heeresersatz aus Makedonien nach Asien bringen. Laut Plutarch trug der König Krateros auch auf, dem athenischen Politiker Phokion die Einnahmen von einer von vier asiatischen Städten anzubieten. Krateros’ Heimreise verlief wegen seines schlechten Gesundheitszustands relativ langsam. Auf dem Weg nach Makedonien erreichte ihn in Kilikien die Nachricht vom im Juni 323 v. Chr. erfolgten Tod des Königs.

### Hüter der königlichen Belange
Weil sich Krateros zum Zeitpunkt des Ablebens des großen Königs in Kilikien befand, konnte er nicht an den unmittelbar nach Alexanders Tod in Babylon stattfindenden Beratungen der hohen makedonischen Generäle über die neu zu regelnde Machtverteilung mitwirken. Dennoch wurde ihm in der Reichsordnung von Babylon die Position eines Hüters der königlichen Belange (griechisch: prostates tes basileias) überantwortet, womit eine Art Vormundschaft für den neuen, aber regierungsunfähigen König Philipp III. Arrhidaios und den erwarteten Sohn der von Alexander schwangeren Roxane sowie die Verwaltung des Königsschatzes verbunden waren. Allerdings befanden sich Arrhidaios und Roxane in Babylon, weshalb der Reichsregent Perdikkas diese Aufgaben einstweilen übernahm. Die genaue Abgrenzung der Befugnisse des Krateros und Perdikkas ist aufgrund ungenauer Quellenangaben nicht bekannt. Es wurde Krateros auch die Verfügung übermittelt, die ihm bei seinem Aufbruch nach Makedonien von Alexander schriftlich aufgetragenen Befehle nicht mehr durchzuführen.
Bald erreichte Krateros der dringende Appell des Antipater, ihm im Hellas bei der Bekämpfung des nach Alexanders Tod von den Griechen unternommenen Aufstands gegen die makedonische Hegemonie, dem sog. Lamischen Krieg, zu unterstützen. Nach der Ansicht des Althistorikers Waldemar Heckel agierte Krateros aber zunächst wegen seines persönlichen Ehrgeizes zurückhaltend und verließ Kilikien erst, als sich abzeichnete, dass die Hilfe des makedonischen Feldherrn Leonnatos für Antipater nicht ausreichen würde. Auch habe er zuerst im Winter 323/322 v. Chr. in Kleinasien neue Streitkräfte ausgehoben, da er u. a. den mit ihm gekommenen Heerführer Antigenes 3000 Argyraspiden („Silberschildner“) zur Sicherung Kilikiens übergeben habe. Jedenfalls kam er Antipater im Frühling 322 v. Chr. mit 10.000 Fußsoldaten – darunter 6000 Veteranen, die mit Alexander in den Krieg nach Asien gezogen waren –, 1000 persischen Bogenschützen und Schleuderern sowie 1500 Reitern zu Hilfe.
Antipater bot Krateros vermutlich ein Heiratsbündnis an, indem er ihm die Hand seiner Tochter Phila in Aussicht stellte. Krateros geleitete daraufhin wohl die in Tarsos residierende Phila nach Makedonien, trennte sich von seiner bisherigen Gemahlin Amastris und trat sie dem Tyrannen Dionysios von Herakleia ab. In Thessalien angekommen führte er seine Streitmacht zu Antipatros, der inzwischen durch die Ankunft des Leonnatos aus seiner Blockade durch die Griechen in Lamia  befreit worden war. Das vereinigte makedonische Heer wies nun eine Stärke von mehr als 40.000 schwerbewaffneten Infanteristen, 5000 Reitern sowie 3000 Bogenschützen und Schleuderern auf. Ohne Zögern erkannte Krateros den älteren Antipater als Oberbefehlshaber an. Der nicht sehr deutlich ausfallende makedonische Sieg in der Schlacht von Krannon (August 322 v. Chr.) über das Heer der verbündeten griechischen Stadtstaaten war dennoch entscheidend, da die hellenische Allianz danach zerfiel und Antipater gegen die einzelnen Griechenstädte vorgehen konnte. Krateros trat für eine harte Behandlung Athens ein, das die antimakedonische Koalition angeführt hatte. Antipater gewährte indessen den Athenern aus Rücksicht auf Phokion die Aufnahme von Verhandlungen und erreichte, dass die Stadt im September 322 v. Chr. der Stationierung einer makedonischen Garnison zustimmte.
Die beiden makedonischen Feldherren begaben sich nun in ihre Heimat, wo Krateros’ Heirat mit Phila stattfand. Krateros beabsichtigte, nach Babylon zurückzukehren, um das ihm übertragene Amt eines Vormunds der Könige wahrzunehmen. Zunächst unternahm er aber mit Antipater im Winter 321/320 v. Chr. einen Feldzug gegen die Aitoler, die sich noch nicht ergeben hatten. Bei ihrer Ankunft hatten sich die meisten Aitoler in die Berge zurückgezogen und verteidigten in tiefergelegenem Gelände energisch nur einige feste Orte, sodass der Feldzug der makedonischen Feldherren zunächst ziemlich ergebnislos verlief. Krateros ließ dann aber Unterstände für seine Truppen erbauen und zwang die Aitoler, bei winterlichen Bedingungen und Nahrungsmittelmangel im Gebirge auszuharren. Sie wurden aus ihrer misslichen Lage durch die Ankunft des einäugigen Antigonos, Satrapen von Großphrygien befreit, der den makedonischen Feldherren über die Pläne des Regenten Perdikkas berichtete, nach dem Königsthron greifen zu wollen. Krateros und Antigonos schlossen einen vorläufigen Waffenstillstand mit den Aitolern und verbündeten sich mit dem reichen Strategen von Ägypten, Ptolemaios, um nach Asien überzusetzen und gegen Perdikkas in den ersten Diadochenkrieg zu ziehen.

### Teilnahme am Ersten Diadochenkrieg und Tod
Perdikkas beschloss, gegen Ägypten zu ziehen und Ptolemaios zu bekämpfen, während er seinem Verbündeten Eumenes von Kardia den Oberbefehl in Kleinasien übertrug und ihn anwies, dort Antipater und Krateros entgegenzutreten. Krateros ließ Phila, mit der er einen gleichnamigen Sohn gezeugt hatte, in Makedonien zurück und überschritt im Frühjahr 320 v. Chr. mit Antipater und ihrem gemeinsamen Heer ungehindert den Hellespont. Der Diadoche Neoptolemos war von Perdikkas beauftragt worden, Eumenes militärisch zu unterstützen, lehnte sich aber gegen diesen auf. Nach einer Niederlage gegen Eumenes musste er zu Antipater und Krateros fliehen.
In der Folge trennten sich die makedonischen Feldherren. Antipater sollte dem Ptolemaios gegen den Angriff des Perdikkas zu Hilfe eilen, während Krateros mit seinem Heer gegen Eumenes vorrückte. Als Grieche war Eumenes unter den Makedonen nicht hoch anerkannt und verfügte als ehemaliger Sekretär auch kaum über Kampferfahrung. Das Feldherrentalent des Krateros hingegen war überall anerkannt und unter den Makedonen genoss er ein hohes Ansehen, weshalb ein Sieg gegen Eumenes außer Frage zu stehen schien. Angeblich hatte Eumenes im Vorfeld des Kampfes seinen ihm unterstehenden makedonischen Kriegern verheimlicht, wer ihnen gegenüberstehen sollte, in der Furcht, sie würden zu Krateros überlaufen. Diese Darstellung wird vom Althistoriker Fritz Geyer bezweifelt.
In der Schlacht am Hellespont (Frühjahr 320 v. Chr.), die hauptsächlich durch die Reiterei auf beiden Seiten ausgetragen wurde, tötete der seinen rechten Flügel befehligende Eumenes seinen Erzfeind Neoptolemos in einem blutigen Zweikampf. Krateros kommandierte ebenfalls auf seinem rechten Flügel die Reiterei, stürzte im Kampfverlauf vom Pferd und wurde laut Diodor von den Hufen anderer Pferde unerkannt zertrampelt. Nach der Darstellung Plutarchs sei er hingegen von einem Thraker tödlich verwundet worden und danach vom Pferd gestürzt. Durch den Tod der beiden gegnerischen Anführer trug Eumenes den Sieg davon. Eumenes soll  den schwerverletzten Krateros noch lebend angetroffen und unter Tränen sein Geschick beklagt haben, für den Tod eines Freundes verantwortlich zu sein. Übereinstimmend halten Waldemar Heckel und Fritz Geyer diese Überlieferung für unglaubwürdig. Jedenfalls erwies Eumenes seinem toten Gegner große Ehren. Nach Diodors Darstellung vertraute er die Gebeine des Krateros dem Ariston an, der sie erst 315 v. Chr. der nun mit Demetrios Poliorketes verheirateten Phila zur Bestattung übergeben habe. Auch Cornelius Nepos gibt an, dass Eumenes für die Übersendung der sterblichen Überreste des Krateros an dessen Gattin gesorgt habe.

## Darstellungen
Krateros gab für das delphinische Heiligtum ein Weihegeschenk (Anathem) in Form einer bronzenen Statuengruppe in Auftrag. Sowohl Plinius der Ältere als auch Plutarch berichteten von der Erschaffung dieser Plastik durch die Bildhauer Lysippos und Leochares, welche die Szene einer Löwenjagd zeigte, in der Alexander in eine lebensgefährliche Situation gegenüber dem von ihm gejagten Löwen geriet, aus der ihn Krateros aber rettete. Aus der Zusammentragung mehrerer Indizien aus den Werken von Plutarch, Arrian und Curtius Rufus ist zu vermuten, dass diese Jagd im Sommer 331 v. Chr. in Syrien stattgefunden haben könnte, wo Alexander mehrere Ruhemonate in Tyros verbracht hatte, nachdem er aus Ägypten zurückgekehrt war. Im nah gelegenen Sidon befanden sich die großen Tiergärten der persischen Großkönige, die sich aber seit 333 v. Chr. in Alexanders Besitz befanden.
Krateros erlebte die Fertigstellung der Statue und der ihr umgebenden Halle nicht mehr, ihre Weihung konnte daher erst von seinem Sohn vorgenommen werden. Das Werk ist nicht mehr erhalten, dafür wurden aber bei Ausgrabungen das Fundament der Halle und das Weiheepigramm entdeckt. Das bei Ausgrabungen im makedonischen Pella freigelegte Mosaik (siehe Abbildung zu Beginn des Artikels), welches eine Löwenjagd zweier Männer zeigt, ist vermutlich eine bildliche Darstellung der von Krateros in Auftrag gegebenen Statue aus Delphi. Weitere Jagdszenen Alexanders und seiner Gefährten sind auf dem sogenannten Alexandersarkophag von Sidon (Archäologisches Museum Istanbul) zu sehen.